# Mühlenkopfschanze

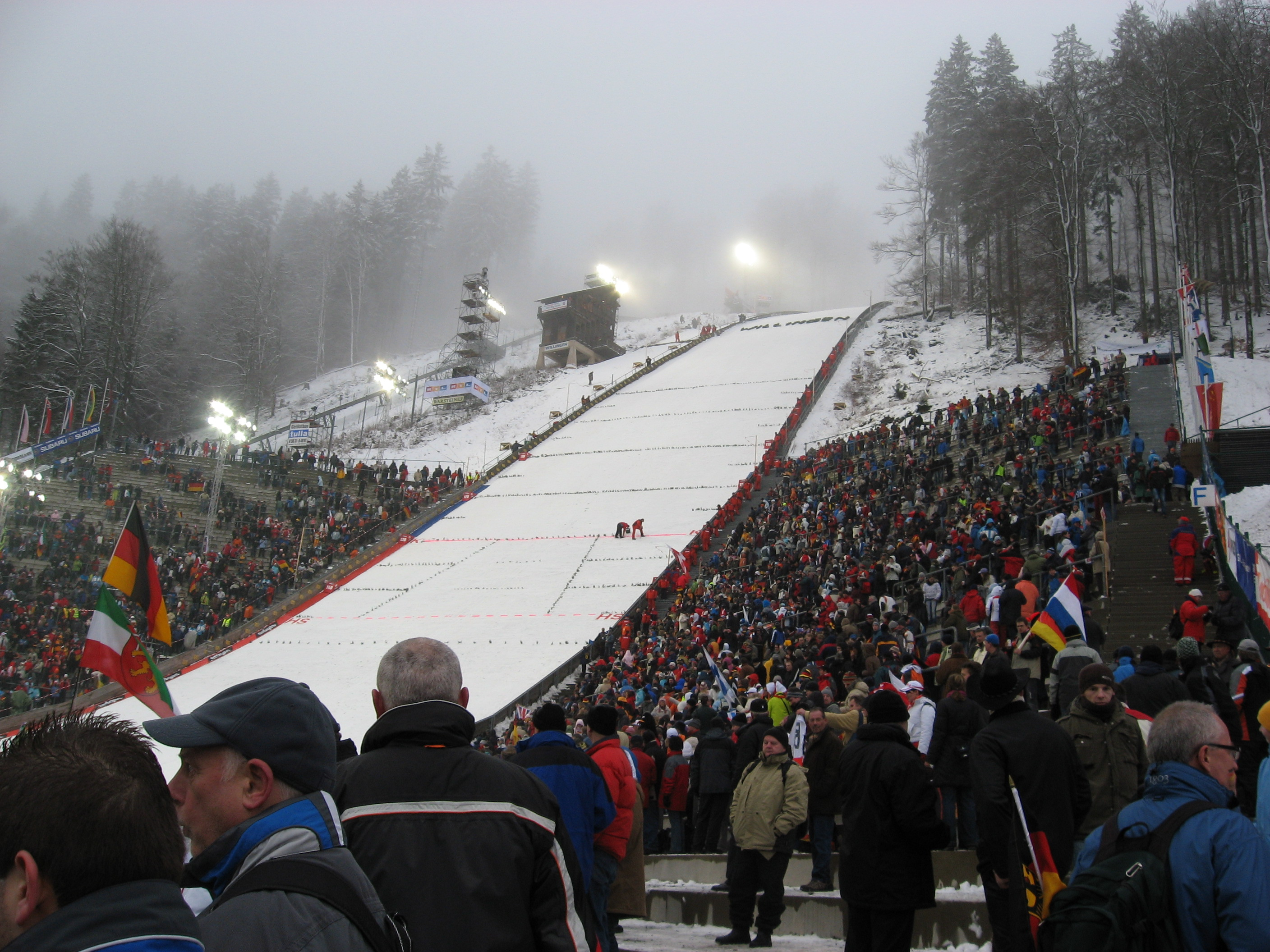
Můstek Mühlenkopfschanze

Mühlenkopfschanze je můstek určený pro skoky na lyžích nacházející se v německém Willingenu. Postaven byl v roce 1951, v roce 2000 došlo k jeho rekonstrukci. Stadion má kapacitu 23 500 diváků.
Velikost můstku je 147 m, jedná se o největší můstek na světě vyjma leteckých (ty mají velikost můstku od 185 m). Konstrukční bod je 130 m. Rekord můstku drží od 2.3.2024 norský skokan Johann Andre Forfang se skokem dlouhým 155,5 metrů. V historii se zde s výjimkou závodů Světového poháru nekonala žádná významnější akce.